# 피 (성씨)
피(皮)씨는 중국과 한국의 성씨이다. 피(皮)씨는 중국 《백가성》(百家姓) 제85위이다. 2000년 대한민국 통계청 인구조사에서는 6,303으로 조사되어, 한국 성씨 인구 순위 120위이다.

## 기원
피씨는 중국 천수(天水)에서 계출된 성씨이다. 주(周)나라의 번중피(樊仲皮)라는 경사(卿師)가 공명(功名)이 있어 이름 마지막 글자인 피자를 따서 성으로 삼았다고 한다. 진나라 효제 때 피초(皮初)라는 사람이 위문장을 지냈다고 하며, 당나라 소주자사(蘇州刺使), 태상박사(太常博士) 피일휴(皮日休)와 그의 두 아들 피중업, 피광업이 문명을 떨쳤다.
한국의 피씨는 고려 때 중국에서 귀화한 성씨이며, 본관은 홍천, 단양, 괴산 3본이 있다.

## 홍천 피씨 / 단양 피씨
홍천피씨(皮氏)의 시조 피위종(皮謂宗)은 중국 송나라에서 금오위상장군(金吾衛上將軍)을 지내고, 고려 정종 때 동국안렴사(東國按廉使)로 고려에 왔다가 귀화하여 병부시랑(兵部侍郞)을 지내고, 좌사의대부(左司議大夫)로 추증되었다.
피위종의 장남 피인선(皮寅善)이 정당문학(政堂文學), 좌복야(左僕射) 등을 역임하고, 홍천군(安山君)에 봉해졌다.
피위종의 차남 피인고(皮寅古)는 대상(大相), 평장사(平章事)를 지내고 단산군(丹山君)에 봉해지면서 단양 피씨(丹陽皮氏)로 분적되었다.
피인선의 아들 피맹문은 승지를 지냈고, 손자 피원휴는 한림학사를 역임하여 가문을 중흥시켰다. 역사 인물로는 직학사(直學士) 피맹인(皮孟仁), 한림학사(翰林學士) 피원휴(皮元休), 상서(尙書) 피자휴(皮子休), 현령(縣令) 피원량(皮元亮), 참의(參議) 피재구(皮栽九), 사성(司成) 피영기(皮永基), 참의(參議) 피연길(皮然吉), 한성판윤(漢城判尹) 피세숙(皮世塾), 학자(學者) 피병추(皮秉樞) 등이 있다.
고려 말에 용담현령(龍潭縣令)을 역임한 피원량(皮元亮)은 재임기간 동안 왜구 방비에 공헌하여 크게 이름을 날렸다.
피자휴(皮子休)는 1390년(고려 공양왕 2년) 문과에 급제하여 종부사주부(宗簿寺注簿)를 거쳐 상서(尙書)에 이르렀는데, 박학하고 시문(詩文)에 능했다. 조선 헌종 미산(薇山) 때 학자 피병추는 학문이 깊고 문장에 뛰어나 명망이 높았다.
홍천 피씨는 조선시대 과거 급제자 50명을 배출하였으며, 의원 가문으로 유명했다.
현대 인물로는 수필가 피천득이 있다. 2000년 인구는 홍천 피씨 1,143명, 단양 피씨 1,399명이다.

## 괴산 피씨
괴산 피씨(槐山皮氏) 시조 피경연(皮慶延)은 중국 원나라 사람으로 본명은 피기광(皮起光), 호는 청피(靑陂)이다. 《정미보(丁未譜)》에 따르면, 그는 금자광록대부(金紫光祿大夫)로 신경위대장(神慶衛大將)이 되어 남변을 정벌하였으나 전공을 세우지 못하자 순제의 진노를 피해 가족을 데리고 고려에 망명해 왔다고 한다. 공민왕이 특별히 그를 괴산군(槐山君)으로 봉해주었으므로 그곳을 관향으로 삼게 되었다. 그의 5세손으로 조선의 개국공신으로 병조판서와 전라감사(全羅監司) 등을 지낸 피득창(皮得昌)을 중시조로 삼는다. 
‘성씨 총감’에 따르면 “원래 홍천피씨(洪川皮氏)였는데, 괴산에 정착하여 세거하면서 후손들이 괴산을 본관으로 삼아 세계(世系)를 이어왔다”고 하는데, 이 역시 피득창과 관련이 있는 얘기다.
피득창의 아들 피강지가 장령을 지냈으며, 손자 피정과 증손 피소는 목사를 역임하였다. 판서에 오른 피홍군, 통덕랑 피경송, 방어사 피동현 등이 이름을 날렸다. 그 외 통정대부(정3품 당상관) 피종남과 판관 피세만, 통사랑 피세담, 효자 피훈손, 통덕랑 피경우, 참봉 피봉준 등이 가문을 빛냈다. 2000년 인구는 693가구, 2,204명이다. 현대 인물로는 단국대학교 피재호(皮在虎) 교수가 있다.

## 인물
- 피표자(皮豹子, ? ~ 464년) : 북위 명원제(明元帝) 때 명장
- 피일휴(皮日休, 834년 ~ 883년) : 당나라 소주자사(蘇州刺使), 태상박사(太常博士)
- 피위종(皮謂宗) : 고려 현종 때 병부낭중(兵部郞中)[2]
- 피원량(皮元亮) : 고려 말 용담 현령
- 피자휴(皮子休) : 고려 말 조선 초 문신. 종부사주부(宗簿寺主簿), 상서(尙書), 광주 교수관(廣州敎授官)[8]
- 피재길 : 조선 후기 의원
- 피병준 : 조선 말기 의관
- 피성호(皮性鎬) : 대한제국 참위(參尉). 조선총독부 중추원 참의
- 피천득(皮千得) : 수필가, 시인, 서울대학교 교수
- 피수영 : 의과대학 교수(소아과), 피천득의 아들
- 피서영 : 보스턴 대학교 물리학과 교수
- 피우진 : 예비역 육군 중령, 대한민국 최초 여군 헬리콥터 조종사, 현 국가보훈처장
- 피재호(皮在虎) : 단국대학교 분자생물학과 교수
- 피광성(皮光成) : 김포시의회 의장
- 피승엽 : 대한민국의 수영 선수
- 피대성 : 특수분장, 특수소품 감독. 2019년 제24회 춘사국제영화제 기술상(창궐) 수상.